# Hans Hahn (mathématicien)
Pour les articles homonymes, voir Hahn.
Ne doit pas être confondu avec Hans Hahne.
Hans Hahn (27 septembre 1879 à Vienne - 24 juillet 1934 à Vienne) est un mathématicien et philosophe autrichien qui a apporté de nombreuses contributions à l'analyse fonctionnelle, la topologie, la théorie des ensembles, le calcul des variations et la théorie des ordres : on lui doit entre autres le théorème de Hahn-Banach, le théorème de décomposition de Hahn (en), le théorème de Vitali-Saks-Hahn (en), le théorème de Hahn-Mazurkiewicz et l'étude des séries formelles généralisées auxquelles on a donné son nom.

## Biographie
Hahn s'inscrivit au départ à l'université de Vienne en 1898 pour y étudier le droit. Au bout d'un an il se consacra aux mathématiques, qu'il étudia à l’université de Strasbourg et à l’université de Munich. En 1901 Il repartit pour Vienne, où en 1902 il passa sa thèse intitulée « Théorie de la seconde variation des intégrales définies » (Zur Theorie der zweiten Variation einfacher Integrale). Alors qu’il préparait sa thèse à l’université technique de Vienne, il se lia d’amitié avec Paul Ehrenfest, Heinrich Tietze et Gustav Herglotz. Sa thèse d’habilitation, qui s’intitule « Remarques sur le calcul des variations » (Bemerkungen zur Variationsrechnung), fut soutenue en 1905 à l’université de Vienne. Il enseigna ensuite à Czernowitz et Bonn avant d’obtenir une chaire de professeur titulaire de l’université de Vienne en 1921. Là, ses trois étudiants les plus célèbres furent Karl Menger, qui obtint son doctorat en 1924, Witold Hurewicz le sien en 1926 et Kurt Gödel, qui soutint sa thèse de doctorat en 1929. Hahn, cofondateur et membre actif du cercle de Vienne, s’intéressait beaucoup à la philosophie. Il mourut en 1934 des suites d’une opération.
En 1926 il fut élu président de la Deutsche Mathematiker-Vereinigung (Association des mathématiciens allemands).

## Œuvres
Le nom de Hans Hahn reste surtout célèbre pour le théorème de Hahn-Banach. Par-delà cet énoncé, Hahn a apporté des contributions importantes en analyse fonctionnelle, à la théorie de la mesure (théorème de décomposition de Hahn (en) et théorème de Hahn-Kolmogorov), à l’analyse harmonique et à la topologie générale (théorème de Hahn-Mazurkiewicz). Le gros des publications de Hahn concerne les mathématiques. Il ne publia d’articles de philosophie qu'au début des années 1930, consacrés aux problèmes épistémologiques posés par les sciences naturelles.

## Écrits
- (de) « Logik, Mathematik und Naturerkennen » et « Überflüssige Wesenheiten (Occams Rasiermesser) », dans : Hubert Schleichert (en) (éd.), Logischer Empirismus – Der Wiener Kreis, Munich, 1975.
- (de) Wissenschaftliche Weltauffassung – Der Wiener Kreis (en coll.  avec Rudolf Carnap et Otto Neurath), ibid.
- (de) Empirismus, Logik, Mathematik, avec une introduction de Karl Menger, éd. par Brian McGuinness, Francfort, 1988.
- (de) Hans Hahn, « Über lineare Gleichungssysteme in linearen Räumen », Journal für die reine und angewandte Mathematik, vol. 157,‎ 1927, p. 214-229. (Première apparition du théorème de Hahn-Banach.)